# Juryj Astravuch
Juryj Mečyslavavič Astravuch (in bielorusso Юрый Мечыслававіч Астравух?; Lida, 21 gennaio 1988) è un ex calciatore bielorusso, di ruolo difensore.

## Carriera

### Club
Ha giocato nella massima serie bielorussa. Inoltre, ha anche giocato 21 partite di qualificazione per l'Europa League, realizzandovi anche due reti.

### Nazionale
Ha partecipato agli Europei Under-21 del 2011.